# Boriša Simanić
'Boriša Simanić' (cirílico sérvio:Бориша Симанић) (Ljubovija, 20 de março de 1998) é um basquetebolista profissional sérvio que atualmente defende o Crvena Zvezda Telekom. O atleta que possui 2,09m de altura e atua na posição Ala-pivô.